# Hasta que salga el sol (canción de Don Omar)
"Hasta que salga el sol" es una canción latina y tropical pop escrita por Don Omar y es el segundo sencillo del álbum recopilatorio Don Omar Presents MTO²: New Generation (2012). La canción fue lanzada digitalmente el 4 de junio de 2012. Fue el tema oficial de Miss Universo 2012, que se llevó a cabo en diciembre de 2012 y fue transmitida por NBC, Telemundo y transmitida por Plataforma Xbox Live. 

## Recepción
"Hasta Que Salga el Sol" ganó el Premio Grammy Latino a la Mejor Canción Urbana y fue nominada a Canción Urbana del Año en el Premio Lo Nuestro 2013.

## Composición
"Hasta Que Salga el Sol" es una canción latina con influencias brasileñas, con una velocidad de 127 pulsaciones por minuto.

## Listas

### Listas semanales
| Lista (2012)                                  | Mejor posición |
| --------------------------------------------- | -------------- |
| Colombia (National-Report)                    | 4              |
| Honduras (Honduras Top 50)                    | 1              |
| España (Top 100 Canciones)                    | 19             |
| US Bubbling Under Hot 100 Singles (Billboard) | 5              |
| Estados Unidos (Hot Latin Songs)              | 1              |
| Estados Unidos (Latin Pop Airplay)            | 1              |
| Estados Unidos (Tropical Airplay)             | 5              |
| Estados Unidos (Latin Rhythm Airplay)         | 1              |

### Listas de fin de año
| Lista (2012)                   | Posición |
| ------------------------------ | -------- |
| US Hot Latin Songs (Billboard) | 11       |